# Gyromitra parma
Gyromitra parma är en svampart som tillhör divisionen sporsäcksvampar, och som först beskrevs av J.Breitenb. och Maas Geest., och fick sitt nu gällande namn av František Kotlaba och Zdeněk Pouzar. Gyromitra parma ingår i släktet stenmurklor, och familjen Discinaceae. Enligt den svenska rödlistan är arten starkt hotad i Sverige. Arten förekommer i Götaland. Artens livsmiljö är skogslandskap.

## Bildgalleri

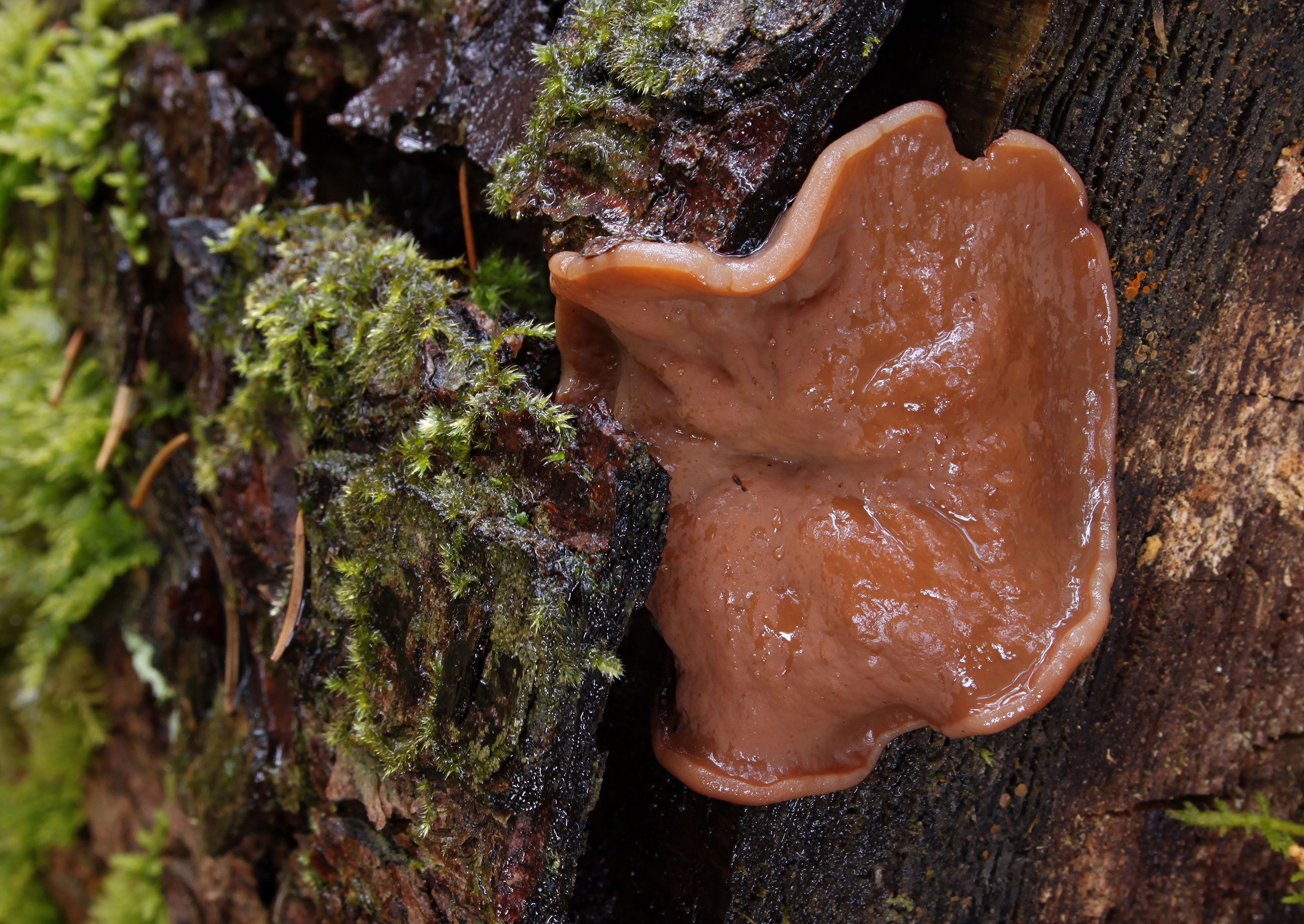
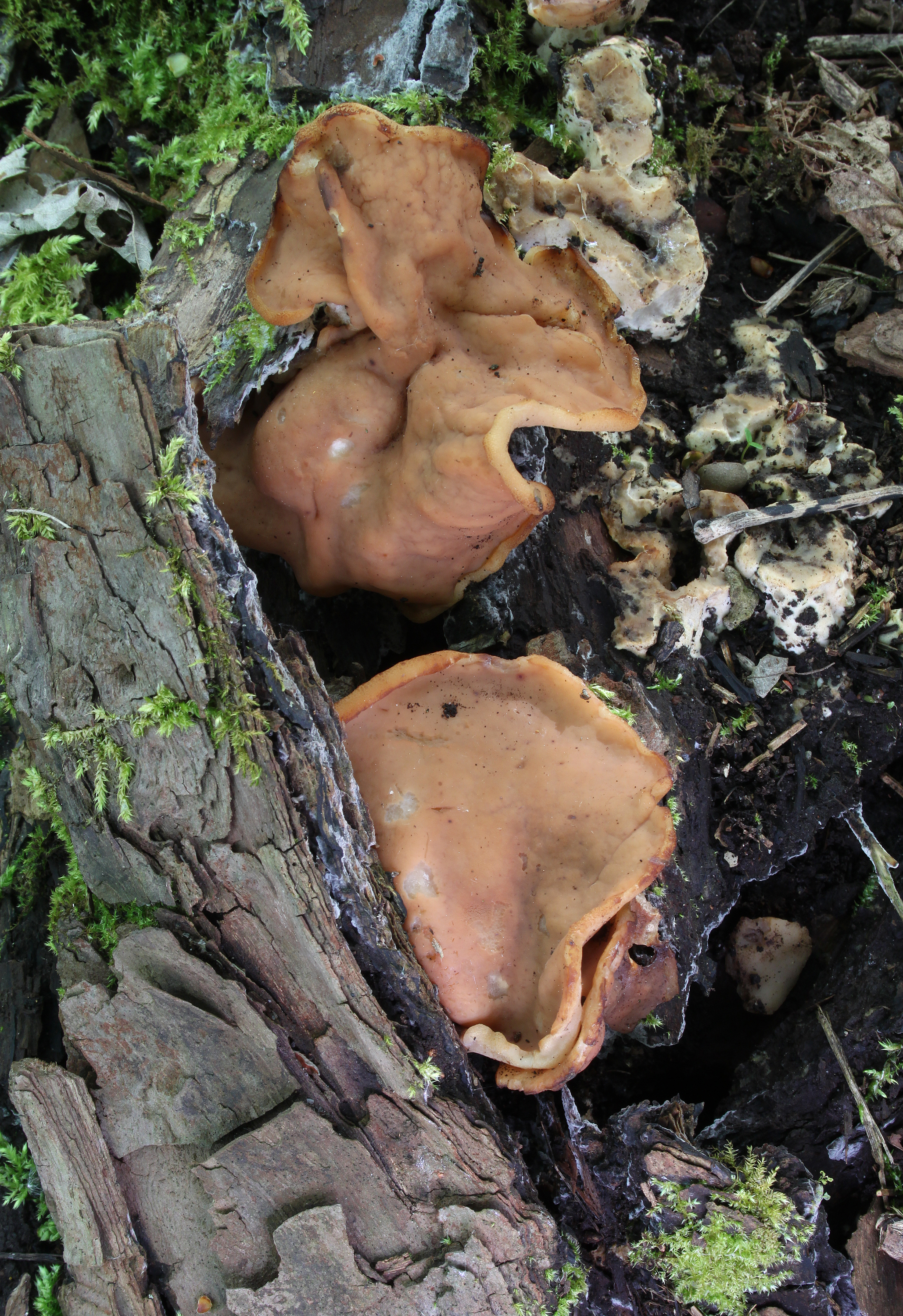